# Мазалат (хижа)
Хижа Мазалат (стари имена: Росица и Росица-Мазалат) се намира в местността Мандрището, в Калоферската планина, дял от Средна Стара планина. Построена е през 1935 година, а през 1962 година е реконструирана. Представлява двуетажна сграда с капацитет 56 места. В непосредствена близост се намира резерват Пеещи скали. Хижа Мазалат е пункт от европейски маршрут E3 (в българската му част Ком – Емине).

## Съседни обекти
| Изходни точки   | Изходни точки |
| --------------- | ------------- |
| село Стоките    | 4,00 ч.       |
| село Скобелево  | 4,30 ч.       |
| село Търничени  | 6,30 ч.       |
| Хижи            |               |
| Янтра           | 2,15 ч.       |
| Узана           | 3,30 ч.       |
| Тъжа            | 4,00 ч.       |
| Соколна         | 4,30 ч.       |
| Триглав         | 4.30 ч.       |
| Други           |               |
| Голям Кадемлиия | 3,30 ч.       |
| Вълча глава     | 0,35 ч.       |
| Мазалат         | 4,30 ч.       |
| Курткая         | 8,00 ч.       |